# 이나리 신사
이나리 신사(일본어: 稲荷神社 이나리진쟈[*]) 또는 이나리사(일본어: 稲荷社 이나리쟈[*])는 이나리 신을 모시는 신사이다. 일본 곳곳에 산재해 있다.

## 목록

### 홋카이도·도호쿠
- 이나리 신사 (도야코 정)
- 이나리 신사 (구로이 시)
- 이나리 신사 (도와다 시)
- 이나리 신사 (고노헤 정)
- 이나리 신사 (오마 정)
- 이나리 신사 (미야코 시)
- 이나리 신사 (이와테 정)
- 이나리 신사 (가즈노 시)
- 이나리 신사 (미시마 정)

### 간토
- 이나리 신사 (미토 시)
- 이나리 신사 (우라야스 시)
- 이나리 신사 (한노 시)
- 오우지 이나리 신사
- 이나리 신사 (아다치 구 아다치)
- 이나리 신사 (아다치 구 야나기하라)
- 에이후쿠 이나리 신사 (스기나미 구)
- 혼아마누마 이나리 신사
- 케이힌후시미 이나리 신사
- 이나리 신사 (가마쿠라 시)

### 도카이
- 이나리 신사 (가이즈 시)
- 이나리 신사 (하마마츠 시)
- 이나리 신사 (야이즈 시)
- 이나리 신사 (오카자키 시)
- 이나리 신사 (도요카와 시)
- 이나리 신사 (츠 시)
- 이나리 신사 (미하마 정)

### 긴키
- 이나리 신사 (마이즈루 시)
- 이나리 신사 (고베 시)
- 이나리 신사 (다카 정)
- 이나리 신사 (오사카 시 나니와 구
- 이나리 신사 (교토 시)
  - 후시미 이나리 신사
- 슛세 이나리 신사 (교토 시)
- 만조쿠 이나리 신사

### 츄고쿠·시고쿠
- 이나리 신사 (돗토리 시)
- 시로야마 이나리 신사
- 이나리 신사 (마쓰에 시 데라 정)
- 이나리 신사 (운난 시)
- 이나리 신사 (오즈 시)

### 규슈
- 이나리 신사 (후쿠지 정)
- 이나리 신사 (야메 시)
- 이나리 신사 (레이호쿠 정)
- 이나리 신사 (미마타 정)
- 이나리 신사 (가고시마 시)
- 이나리 신사 (가고시마 시 고리야마 정)
- 이나리 신사 (히오키 시)